# Stormlord
Stormlord es una banda de black metal sinfónico (se clasifican a sí mismos como "Epic metal extremo") de Roma, Italia. Han publicado cuatro álbumes de larga duración, los cuales son: Supreme Art Of War (1999), At The Gates Of Utopia (2001), The Gorgon Cult (2004), y Mare Nostrum (2008). Su prominente uso de teclados, comparados con muchas otras bandas de black metal, les da a su sonido un sentimiento épico, más parecido al del power metal.
La mayoría de sus canciones tienen un tema épico, recurriendo a historias y personajes de la mitología griega (Zeus, Hades, Persephone, Prometheus, Medusa, Titans), y batallas. Su vocalista, Cristiano puede cantar usando dos voces: la primera de tono alto rasgada, la cual es propia del black metal y la segunda es más gutural y monstruosa, la cual es propia del Death metal y es usada a menudo en los coros.
La banda ganó atención a finales de 2004 después de la publicación del video de "Under The Boards", el cual contiene grandes cantidades de sangre. El video fue censurado en la mayoría de canales de televisión pero ganó popularidad debido a las descargas de internet.

## Miembros

### Miembros actuales
- Cristiano Borchi - Voces
- Pierangelo Giglioni - Guitarra
- Francesco Bucci - Bajo
- "Joe" Gianpaolo Caprino - Guitarra
- David Folchitto - Batería
- Maurizzio Pariotti: Teclados
- A. G. Volgar (Deviate Damaen): Voces de Ópera

### Miembros anteriores
- Claudio Di Carlo - Guitarra (1991-1994)
- Riccardo Montanari - Batería (1991-1994)
- Andrea Cacciotti - Guitarra (1993-1995)
- Dario Maurizi - Guitarra (1995)
- Gabriele Valerio - Batería (1995) (ahora en Theatres Des Vampires y Astarte Syriaca)
- Fabrizio Cariani - Teclados (1995-1999)
- Marcello Baragona - Batería (1995-1999)
- Dux Tenebrarum - Guitarra (1997)
- Raffaella Grifoni - Voces femeninas (1997)
- Simone Scazzocchio - Teclados
- Luca Bellanova - Teclados

## Discografía

### Álbumes
- Supreme Art Of War (1999)
- At The Gates Of Utopia (2001)
- The Gorgon Cult (2004)
- Mare Nostrum (2008)
- Hesperia (2013)
- Far (2019)

### EP
- Under The Sign Of The Sword (1997)
- Where My Spirit Forever Shall Be (1998)
- The Curse Of Medusa (2001)

### Demos
- Demo 1992 (1992)
- Black Knight (1993)
- Promo 1997 (1997)

### DVD
- The Battle Of Quebec City: Live In Canada (2007)

- "Live in Roma" (2009)